# Arco vulcânico de Banda
O arco vulcânico de Banda, na Indonésia, é o cordão de ilhas que se estende desde a ilha de Java até à ilha de Buru (nas Molucas), englobando o Mar de Banda, é a região onde as placas tectónicas da Austrália e do Pacífico se encontram com a Placa Euroasiática.
As ilhas internas do arco são vulcânicas e, neste caso, as do sul (também chamadas as pequenas ilhas de Sonda - Flores, Solor, Lomblen, Pantar e Alor) formam com as exteriores, não-vulcânicas (Sumba, Roti, Sawu e Timor), o Mar de Savu.